# Senotainia rubriventris
Senotainia rubriventris är en tvåvingeart som beskrevs av Macquart 1846. Senotainia rubriventris ingår i släktet Senotainia och familjen köttflugor. Inga underarter finns listade i Catalogue of Life.